# القصر الشمالي

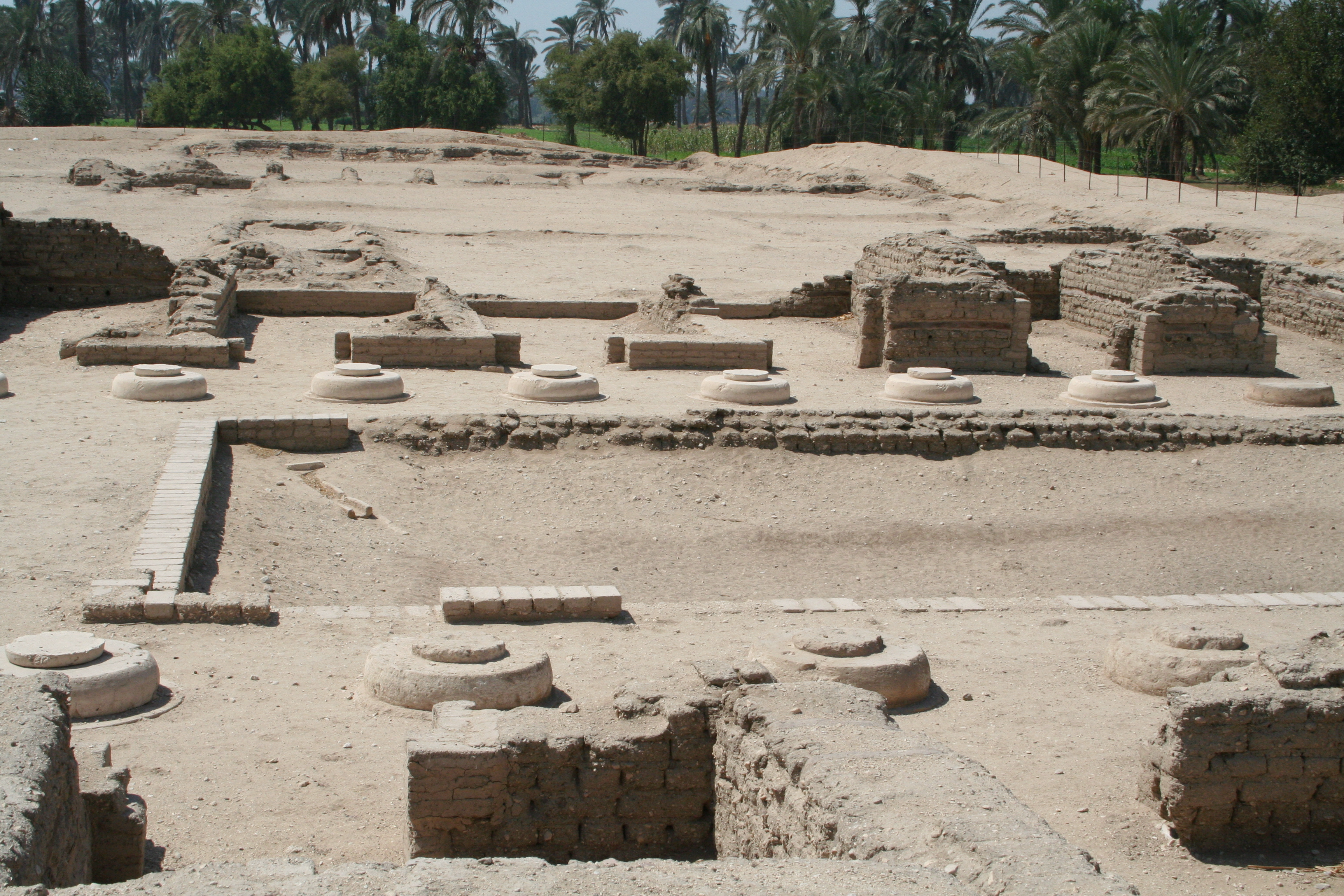
أنقاض القصر أعيد بناؤه إلى حد ما

كان القصر الشمالي عبارة عن مبنى في الجزء الشمالي من مدينة أخت آتون المصرية القديمة، وقد أسسه الملك المصري أخناتون. بناءً على النقوش الموجودة هنا، يبدو أنه كان مسكنًا لإحدى الملكات (نفرتيتي أو كيا)، ثم تم تحويله لاحقًا إلى ابنة أخناتون ونفرتيتي الكبرى، ميريت آتون. تم التنقيب فيه خلال الفترة من 1923 إلى 1924، ومنذ ذلك الحين، خلال أعمال إعادة الإعمار، تم استبدال العديد من قواعد الأعمدة المفقودة وبُذلت الجهود للحفاظ على الخطوط العريضة الأصلية للمبنى. يسميه السكان المحليون قصر نفرتيتي.

## بنية
تم بناء المبنى المستطيل الذي تبلغ مساحته 112 × 142 مترًا حول فناء داخلي كبير مقسم إلى جزأين. يفتح على الغرب باتجاه النيل. يوجد خلف المدخل الفناء الأول الذي يفصله عمود عن الفناء الثاني يتوسطه بركة أو بئر. من الفناء الأول، افتتح مصلى شمسي به ثلاثة مذابح إلى الشمال - من هنا، فتحت غرف أصغر، يُفترض أنها تستخدم كمخزن، من كلا الجانبين - وإلى الجنوب، غرفة مدعومة بأعمدة، توجد منها غرف إضافية بشكل متماثل على محور المدخل.
بالإضافة إلى الصرح الضخم، يمر بابان جانبيان عبر الجدار يفصلان الفناء الأول عن الفناء الثاني؛ كانت أمامهم تماثيل يفترض. كانت بركة أو بئر الفناء الثاني محاطة بالأشجار. على الجانب الشمالي من الفناء، تنفتح ثلاث أفنية خلف رواق، ومن هذه الغرف مغطاة تدعمها أعمدة مربعة. كان من الممكن أن يكون هذا الجزء من القصر بمثابة حديقة حيوانات، ويمكن أن تكون الأجزاء الخلفية المغطاة اسطبلات تضم حيوانات مختلفة بناءً على زخارفها. على الجانب الجنوبي من الحديقة، ربما كان هناك أماكن للحراس، والكتبة والخدم، وورش العمل، بما في ذلك ربما صانع أثاث من الخزف، وربما تم العثور هنا على بقايا مخبز. خلف الشرفة المرتفعة في الطرف الشرقي من الحديقة، تم فتح أعمدة، بما في ذلك أعمدة أصغر، ثم غرفة صغيرة للعرش، محاطة بعدة غرف، بما في ذلك الحمام وغرفة نوم الكوة. ترتيب الأعمدة مثير للاهتمام حيث أن الأعمدة الموجودة في المنتصف كانت متباعدة - يفترض أن السقف كان أعلى هنا، وهذا هو السبب في أنه كان مدعومًا بأعمدة أكثر سمكًا.
في الركن الشمالي الشرقي من مجمع المباني، شمال الجناح الملكي، هو الجزء الأكثر شهرة من القصر: الحديقة الغارقة، التي تحيط بها أروقة من ثلاث جهات، وخلفها غرف صغيرة مفتوحة، ويفترض أنها لحفظ الطيور. إن موضوع زخرفة الغرفة المركزية في أقصى شمالها، المسماة "الغرفة الخضراء"، هو تمثيل العالم الحي للأهوار. قد تكون المنخفضات في الجدران بمثابة أماكن تعشيش. تحتوي كل غرفة على نافذة تفتح على الحديقة الغارقة. كانت الحديقة الغارقة متصلة بواسطة قناة من الحجر الجيري بالمسبح أو بئر الفناء الثاني، والذي كان بمثابة مصدر للمياه.
في الزاوية الجنوبية الشرقية للقصر، فتحت خمس غرف طويلة على جانبي القاعة، وفي الجزء الجنوبي كان هناك صف أعمدة ضخم. في البداية، من المحتمل أن يكون هذا الجزء بمثابة مستودع، ثم تم تحويله لاحقًا إلى مساحة معيشة، وتم تقسيم الرواق إلى غرف أصغر مع فواصل.
كما تم العثور على عدد من السلالم في الجزء الخلفي من القصر، مما يثير احتمال وجود طابق ثان.

## زخرفة
في جميع أنحاء القصر، كانت الطبيعة هي موضوع الزخرفة: الجدران مزينة بصور الحيوانات، وخاصة الطيور والأسماك، ويفترض أن السقف مطلي بالكروم. تم تزيين الأرضية أيضًا بصور طبيعية؛ يكشف المبنى بأكمله عن حب الطبيعة في تلك الفترة. عندما تم التنقيب في القصر، كانت اللوحة الأصلية لا تزال مرئية في عدة أماكن.